# Икономически тероризъм
Икономическият тероризъм са методи, способи и практики на дестабилизиращи и деструктивни действия спрямо държава, общество или съюз от страни, целящи нарушаването на икономическата и финансовата им стабилност и/или сигурност по/с идеологически или религиозни мотиви/подбуди.
Концепцията на икономически тероризъм се оспорва, и обикновено се използва в полемичен или демагогски начин, свързвайки с понятието „тероризъм“ дадена страна, корпорация или общност, обвинявайки я в злоупотреби.
През 2005 г. Центърът на политика на сигурност в Женева извежда и дефиниция за икономически тероризъм. Според него, за разлика от икономическата война, икономическият тероризъм се ползва от транснационални или недържавни „актьори“ посредством разнообразни, координирани и сложни за разгадаване масивни по своята същност дестабилизиращи действия с цел да се наруши икономическата и финансовата стабилност на държава, група държави или обществото по идеологически или религиозни мотиви. Тези действия могат да бъдат както насилнически, така и не, и могат да имат както пряк, така и опосредствен ефект, или да са под формата на психологически ефекти, които на свой ред да имат икономически последици след себе си. 